# Bellefontaine, Val-d'Oise
Bellefontaine är en kommun i departementet Val-d'Oise i regionen Île-de-France i norra Frankrike. Kommunen ligger i kantonen Luzarches som tillhör arrondissementet Sarcelles. År 2022 hade Bellefontaine 471 invånare.

## Befolkningsutveckling
Antalet invånare i kommunen Bellefontaine
| Referens: INSEE |